# Esteve Terradas
Esteve Terradas i Illa, né le 15 septembre 1883 à Barcelone et mort le 9 mai 1950 à Madrid, est un mathématicien et ingénieur espagnol de la première moitié du XXe siècle. Étudiant principalement les mathématiques et la physique, il participa également à de nombreux projets de développements industriels et économiques en Catalogne et eut un rôle pionnier dans l'aéronautique espagnole.

## Biographie
Né à Barcelone, il obtint une thèse en mathématiques et en physique en 1904 avant de débuter une carrière de professeur à l'université de la ville. Il y enseigna principalement les mathématiques appliquées à la physique et il s'intéressa à la relativité et à la mécanique quantique. En particulier, il invite plusieurs scientifiques de renom à Barcelone (Jacques Hadamard, Hermann Weyl, Arnold Sommerfeld, Tullio Levi-Civita, Albert Einstein...). Parallèlement à son œuvre scientifique, il commença une carrière d'ingénieur à partir de 1918 au profit des autorités catalanes et fut chargé d'étudier ou de mener à bien de nombreux projets de développements ferroviaires, téléphoniques et électriques. En 1942, il fonda l'Institut Nacional de Tècnica Aeroespacial.